# عيسى مورو
عيسى مورو (بالإنجليزية: Issah Moro)‏ هو لاعب كرة قدم غاني في مركز الهجوم، ولد في 24 ديسمبر 1974 في غانا. لعب مع فيرست فيينا.